# Dragon Age: Prameny
Dragon Age: Prameny (anglicky Dragon Age: Origins) je singleplayerová RPG videohra vyvinutá firmou BioWare a vydaná firmou Electronic Arts. Hra byla vydaná pro Microsoft Windows, PlayStation 3 a Xbox 360 v listopadu 2009 a pro Mac OS X 21. prosince 2009.
Děj je zasazen do království Ferelden během části občanského sporu, kde hráč v roli válečníka, mága nebo lotra musí sjednotit království k boji proti hordám zplozenců. BioWare popisují Dragon Age: Prameny jako „temnou hrdinskou fantasy zasazenou do unikátního světa“ a duchovního nástupce jejich starší série her Baldur's Gate, které jsou založeny na pravidlech Dungeons & Dragons.
Po vydání byly Dragon Age: Prameny chváleny s nesmírně pozitivními recenzemi a s úspěšnými kritikami. Celková hodnocení na serveru Metacritic pro stolní počítače, pro konzoli PlayStation 3 a konzoli Xbox 360 byla 91, 87 a 86 ze 100. Hra obdržela řadu ocenění, od IGN „PC Game of The Year (2009)“ po cenu Akademie Interaktivního Umění a Vědy „Role-Playing/Massively Multiplayer Game of the Year 2009.
Rozšíření hry nazvané Dragon Age: Prameny – Procitnutí bylo vydáno v březnu 2010. Jeho následující pokračování dále vyšlo pod názvem Dragon Age 2 v březnu 2011. BioWare měl již od počátku v úmyslu značku Dragon Age dále rozvíjet a na jeho univerzu stavět další tituly. V listopadu roku 2015 pak tedy vyšlo další pokračování, tentokrát pod názvem Dragon Age: Inquisition. Od prvního dílu probíhají plány na vydání projektů za účelem detailnějšího seznámení s Dragon Age univerzem, jako např. knih či komiksů. Několik z těchto děl již bylo vydáno.

## Hratelnost
Hra zahrnuje „prameny“ (origins) pro každou zvolenou postavu a povolání. Např. trpasličí šlechtic začíná hru jako součást královské rodiny v jednom z trpasličích měst, zatímco trpasličí chudák začíná příběh v ulicích města. Původ postavy určuje pozadí a původ hráčova charakteru před hlavním příběhem ve hře, formující úvod do světa, jenž zahrnuje jednu hodinu hraní. Postavy, které hráč potká během úvodu příběhu, se mohou znovu objevit později ve hře.
Ve hře neexistuje morální ukazatel, jako v předchozích hrách od BioWare, ale morální volby, jež mohou mít dopad v příběhu ve hře. Hráč může dosáhnout cíle bez ohledu na volbu dobra nebo zla, ale rozhodnutí, jež hráč udělá změní určitým způsobem svět – např. rozhodnutím, kdo se stane králem, ovlivní státy, národy a jejich místo ve světě. Tato rozhodnutí mají také vliv na rozhovory s NPC charaktery, mohou také způsobit odchod NPC charakteru z hráčovy skupiny a útok na hráče, jestli bude silně nesouhlasit s jeho názory.
Hra bývá označována jako duchovní nástupce Baldur's Gate od BioWare co-CEO Ray Muzyka. Hráči jsou schopni vydávat příkazy společníkům v hráčově skupině v reálném čase, ale pozastavením hry mohou zadávat příkazy, jako například kouzla nebo speciální útoky. Tento způsob hraní je ze série Baldur's Gate, nicméně často bývá srovnáván s Planescape: Torment.
Ve hře je navíc výběr ze tří povolání: válečník, mág a lotr. Tyto povolání mohou být vylepšena do specializovanějších povolání jako např. berserk nebo templář pro válečníka, léčitel nebo tajemný bojovník pro mága a bard nebo hraničář pro lotra. Hra používá systém skupiny podobný jako je v Star Wars: Knights of the Old Republic, jiné RPG hře od BioWare, obsahující skupinu s hlavní postavou a dalšími třemi členy skupiny.
Hra má stupeň interaktivity mezi kouzly, např. čaroděj zmrazí nepřítele, kterého potom rozbije na kousky bojovník štítem. Hra obsahuje mnoho kombinací, jež mohou být objeveny hráčem během soubojů.

### Změny pohledu
Hráč může změnit herní pohled kdykoliv ve hře, přiblížením a oddálením. Oddálení, do izometrického pohledu, poskytuje hráči detailní přehled nad momentální situací. V oddáleném pohledu může hráč otáčet a posunovat kamerou, ale nejsou vidět detaily. V přiblíženém, pohledu z třetí osoby, je kamera umístěna kousek nad ovládanou postavou. V konzolové verzi hráč nemůže oddálit pohled tak daleko jako v PC verzi.

### NPC Postavy (Družina)
- Alistair – kromě hráčovy postavy je jediný Fereldenský Šedý strážce, než se stal šedým strážcem, učil se na templáře, ale slib nesložil. K hráčově postavě se přidá v Ostagaru. Hráčova postava může mít s Alistairem milostný vztah. Alistairův úkol je setkání se s jeho nevlastní sestrou Goldanou.
- Pes – psa Mabari je možné pojmenovat. Hráčova postava ho může mít od začátku (jen lidský šlechtic), případně ho lze získat v Ostagaru.
- Morrigan – dcera „čarodějnice z Pustiny“, Flemeth. Je docela bezcitná, opovrhuje Oltářem a kruhem mágů. K hráčově postavě se přidá po bitvě u Ostagaru. Hráčova postava může mít s Morrigan milostný vztah. Morriganin úkol je získání Černého a Flemetina grimoáru.
- Leliana – je velmi věřící, protože ji Oltář v Lotheringu poskytl úkryt. Je to bardka a ovládá tedy i techniky lotrů. Hráčova postavaji může přibrat do družiny v Lotheringu. Hráčova postava může mít s Lelianou milostný vztah a ani nezáleží, na tom jaké pohlaví své postavy hráč zvolil. Lelianin úkol je vyřešení rozporů s její bývalou přítelkyní Marjolaine, která ji zradila.
- Sten – vězeň, do vězení se dostal za zabití farmářů včetně jejich dětí, kvůli ztrátě svého meče, což je pro Qunarijce obrovská ztráta. Hráčova postava ho může přibrat do družiny v Lotheringu. Stenův úkol je znovuzískání jeho meče.
- Zevran – vrah z Antivy. Vyrůstal u Antivanských vran (spolek nájemných vrahů). Pokusí se hráčovu postavu zabít, ale neuspěje. Je možné ho přibrat do družiny, zabít, nebo nechat jít. Hráčova postava může mít se Zevranem milostný vztah, stejně jako u Leliany nezáleží na pohlaví postavy hráče. Zevranovým úkolem je zbavit se minulosti v Antivanských vranách.
- Wynne – mág, patří do Kruhu mágů, zaměřuje se na léčení, ale dokáže také povolat ducha z Úniku. Hráčova postava ji může naverbovat v Kruhu mágů, nebo je možné ji zabít. Wynnin úkol je setkání se jejím bývalým žákem Aneirinem.
- Oghren – trpaslík, manžel Branky, která Oghrena opustila. Je silný bojovník, „zběsilec“. Je možné ho naverbovat v Orzammaru. Oghrenův úkol je setkání se s jeho láskou Felsi.
- Loghain – přestože je synem sedláka, tak se setkal s králem Mariciem, po nějakém čase se z nich stali přátelé, Loghain, díky taktickému myšlení, šel za svou kariérou v rostoucí rebelské armádě. Po osvobození Fereldenu se z něj stal hrdina. Orlesiány stále nenáviděl, protože zabily jeho otce. Má dceru Anoru, která se může stát královnou. Naverbovat ho do družiny je možné v závěrečných fázích hry v královském paláci v Denerimu, po sněmu, taktéž je možné ho zabít. Pokud se hráč rozhodne ušetřit jeho život a přijmout ho, tak jeho družinu opustí Alistair, ten se totiž nemůže smířit s jeho zradou proti Šedým strážcům.
- Shale – Postavu do hry přidává DLC „Kamenný vězeň“. Golemka Shale, bývala dříve trpaslicí, která obětovala svůj život pro ochranu Orzammaru. Přestože je Golemkou, tak má svou vlastní vůli. Shale hráč může přibrat ve vesnici Honnleath. Shalein úkol je znovuzískání svých vzpomínek návštěvou Cadashského thaigu.

### Nástin příběhu hry
Hra začíná šesti rozdílnými úvody v závislosti na postavě, kterou si hráč pro svou hru zvolí. Všechny počátky („prameny“) končí dramatickou událostí, hráčově postavě většinou hrozí smrt, události z úvodu hráče provází celou hrou.
Po úvodu hráčovu postavu zachrání šedý strážce Duncan a z postavy se stává rekrut šedých strážců a jeho cílem se stává boj s Nákazou, odchází společně do Ostagaru, kde se hráč setká s králem Cailanem a jeho přítelem a rádcem Loghainem. Do hráčovy družiny se přidá šedý strážce Alistair. Hráč projde přijímáním šedých strážců (pitím krve zplozenců, které některý z rekrutů nepřežije).
Zplozenci zaútočí na Ostagar, hráč a Alistair mají za úkol zapálit signální oheň na věži Ishal, ze zdánlivě bezpečné operace se vyklube tvrdý boj. Po zapálení ohně Loghain šedé strážce zradí, Duncan, Cailan a většina šedých strážců zemře. Hráčova postava a Alistair jsou jedinými Fereldenskými šedými strážci, oba zachránila Flemeth, neboli čarodějka z pustiny a do hráčovy družiny se přidala její dcera Morrigan, v této chvíli se k hráči může přidat i pes Mabari (pokud ho už jako lidský šlechtic nemá, nebo pokud splnil patřičný úkol).
Hráč odchází do městečka Lothering, ve kterém se nachází mnoho utečenců z Ostagaru i z jiných míst, hráč zde může přibrat do své družiny bardku Lelianu a Stena. Družina pokračuje v poslání šedých strážců a společně se budou snažit uplatnit dávné smlouvy, které spojence šedých strážců (tedy elfy, trpaslíky, templáře, mágy a armádu Arla z Rudoskalí) zavazují k pomoci v boji s nákazou.
Hra umožňuje hráči značnou volnost a není důležité, v jakém pořadí se rozhodne plnit následující povinné úkoly.
V Rudoskalí Hráč zjistí, že Alistair je levobočkem krále Marica a vychoval ho Arl Eamon. Hráč se poté může ujmout obrany města a pak se v Rudoskalském hradě setká s krvavým mágem Jowanem, který se přizná, že přiotrávil Arla Eamana na Loghainův rozkaz. Původně ho najala Isolda, aby učil jejího syna Connora magii. Connora ale posedl démon a je možné ho přes Únik vymítat, přičemž je použita krvavá magie a Isolda se obětuje a pro syna zemře, nebo je možné bojovat s démonem přímo a zabít tak Connora, případně vyhledat pomoc u mágů (pokud je dokončen úkol věž mágů, s tím, že se hráč přidal na stranu mágů). Arl je na smrt nemocen a pomoci mu může jen posvátný Andrastin popel.
Orzammar je město trpaslíků a zuří v něm občanská válka, hráč musí pomoci s výběrem krále (kandidáti Lord Harrowmont a princ Bhelen), porazit zločineckou skupinu v čele s Jarvií a také se vypořádat s kovadlinou nicoty, přičemž může kovadlinu sloužící k výrobě golemů zničit, a přidat se tak ke golemovi Caridinovi, nebo ji zachránit a přidat se tak k Brance, bývalé manželce Oghrena (další postava, kterou je možné přijmout do družiny). Po úspěšném splnění úkolu získává hráč spojence trpaslíky, případně i golemy.
V kruhu mágů hráčovi templář Greagoir poví, že věž napadli Ohavnosti, věž je zapečetěna. Hráč může zabít i stále přežívající mágy a získat tak jako spojence templáře, nebo může přeživší mágy zachránit. Do družiny je možné přibrat Wynne (přidání se na stranu mágů). Finální fáze ve Věži mágů se odehrává v Úniku. Ať už se hráč přidá k mágům, nebo templářům, tak musí nakonec porazit krvavé mágy v čele s Uldredem. Po úspěšném splnění úkolu získává hráč spojence, a sice mágy, nebo templáře.
Posledními spojenci jsou Dálští elfové, žijící v Bereciliánském lese, jejich archivář Zathrian bude chtít zničit vlkodlaka Tesáka. Později se ukáže, že vlkodlačí kletbu vyvolal sám Zathrian a je tedy možné ho zabít, čímž kletba pomine, nebo zabít Tesáka (neboli Paní lesa), je možné i společně s vlkodlaky zničit elfy, čímž se hráčovými spojenci stanou vlkodlaci, jinak budou spojenci elfové.
Loghain vyslal vraha, aby hráčovu postavu zabil, Zevran neuspěje, je možné ho zabít, přibrat do družiny, nebo ho nechat jít.
Ve vesnici Útočiště je nutné získat posvátný popel, je možné vzít jen špetku a zachránit tak Arla Eamona, nebo ho znesvětit dračí krví (v tom případě hráčovu družinu může opustit Leliana a Wynne). Posvátný popel skutečně Arla zachrání.
V hlavním městě Denerinu se vyskytuje mnoho, většinou nepovinných, úkolů; po záchraně Arla hráč musí osvobodit Loghainovu dceru Anoru (při čemž hráč zabije Arla Howea, Loghainova pomocníka, pokud hráč hraje za lidského šlechtice, tak právě tento člověk zabil jeho rodiče) a vyřešit situaci s otrokáři v elfí odluce. Následuje sněm. Na sněmu se volí král, je možné zabít Loghaina (pokud mu hráč udělí milost, tak se stane šedým strážcem a přidá se do hráčovy družiny, ale hráčovu družinu opustí Alistair, neodpustí mu zradu šedých strážců). Za krále je možné zvolit Alistaira (Anora skončí ve vězení), Anoru (Alistair může být popraven, nebo vyhoštěn. Pokud Loghain dostal milost, tak Alistair opustí hráčovu družinu). Králem a královnou se mohou stát i Anora s Alistairem (Loghain ale v tom případě nemůže být zabit Alistairem, ale jiným členem hráčovy družiny), nebo Alistair s hráčovou postavou (pokud hráč hraje za lidskou šlechtičnu), případně Anora s hráčovou postavou (pokud hráč hraje za lidského šlechtice).
Poslední bitva se má odehrát v Rudoskalí, ale nakonec došlo k mýlce a zplozenci táhnou na Denerin. V Rudoskalí šedý strážce Riordan sdělí hráčově postavě a Alistairovi (případně Loghainovi), že k zabití Arcidémona,a tedy k zažehnání Nákazy, je nutná smrt šedého strážce, zemře ten, kdo zasadí Arcidémonovi smrtelnou ránu, souvisí to s rituálem přijímání. Morrigan ale zná jiné řešení, obřad od Flemeth: pokud bude v předvečer bitvy počnuto Morriganino dítě (buď s hráčovou postavou, nebo s Alistairem, případně s Loghainem) tak duše arcidémona splyne s nenarozeným dítětem a ne s šedým strážcem. Dítě si chce Morrigan vychovat sama. Jestliže hráč nabídku odmítne, tak na konci hry hráčova postava zemře (nezemře pouze v případě, když bude souhlasit s obětí Alistirovou či Loghainovou) a Morrigan hráčovu družinu opustí.
Následuje finální bitva, ve které hráčovi pomohou všichni spojenci a Arcidémon (který vypadá jako drak) je poražen, nemnoho přeživších zplozenců se stáhne. Hráčova postava, pokud přežila, se stává hrdin(k)ou Fereldenu. Následující závěrečná animace dokončuje všechny dějové linky, které se odvíjejí od hráčových rozhodnutí.

## Vývoj

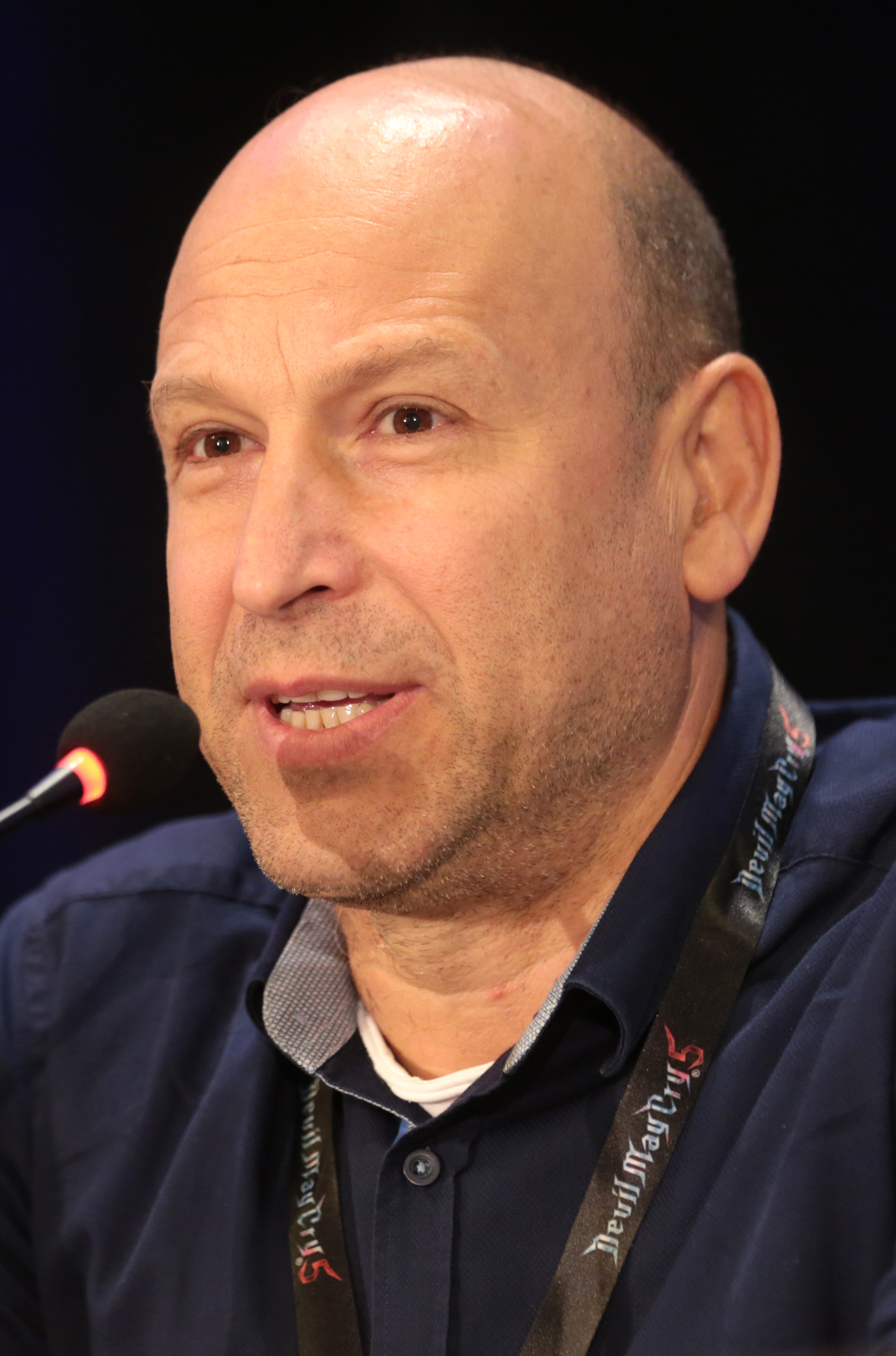
Autor soundracku ke hře Inon Zur

Dragon Age: Prameny byl oznámen během E3 2004 jako Dragon Age. 10. července 2008 byl název změněn na Dragon Age: Origins (v ČR Dragon Age: Prameny). Verze pro PlayStation 3 měla být původně vydána se zpožděním. Nicméně BioWare později odvolal toto prohlášení a oznámil, že v Severní Americe tato verze vyjde ve stejný den jako ostatní verze.
The Dragon Age Character Creator (vytváření postav) byl vydán 13. října 2009 umožňující hráčům vytvořit si svoji postavu a importovat si ji do plné hry po vydání. BioWare také vydalo „developer-grade“ toolset umožňující rozsáhlé modifikace hry. Toolset je dostupný pouze pro PC verzi hry díky technickým omezením konzolí.
Maloobchodní PC verze Dragon Age: Prameny nepoužívá SecuROM copy protection (ochrana proti nelegálnímu kopírování), které je použito u ostatních her, vydávaných firmou EA, místo standardní kontroly disku.
Vývojáři oznamovali, že hra bude „realistická“ fantasy fikce, jako například kniha od Georga R. R. Martina Píseň ledu a ohně a fantasy maleb od umělců jako Frank Frazetta, které jsou inspirace pro hru. Soundtrack pro hru obsahuje skladbu „This Is War“ od 30 Seconds to Mars a původní soundtrack složil skladatel Inon Zur. Ve vývoji světel hry, Bioware používali Turtle, renderovací a žhavý plugin pro Autodesk Maya používanou pro osvětlování a vyrábění obsahu, vyrobenou v Illuminate Labs.
BioWare odstartovali „velmi dobře“ běh hry na Windows 7 a Mac OS X. Tyto verze byly vydány 21. prosince 2009 jako download, používající TransGaming's Cider Portability Engine.

## Soundtrack
Hra obsahuje soundtack se zpěveckým sborem, použitý jak ve hře, tak i v příběhových ukázkách. Zvukové stopy jsou složeny skladatelem Inonem Zurem a nahráno Severozápadní Symfonií (Northwest Symfonia). Skladba „I Am the One“ z Dragon Age: Prameny vyhrála „Best Original Song“ v sekci videoher v Hollywood Music in MediaTM Awards. Byl složen Inonem Zurem a Aubreym Ashburnem. Dragon Age: Prameny také vyhrály cenu „Outstanding Music Supervision“ v Hollywood Music in MediaTM Awards. Cena byla předána ve jménu Simona Presseye, ředitele zvuku v BioWare.
Výňatky ze soundtracku byly ve sběratelské edici (Collector's Edition of the game) a v soundtracku vydaného ve formě MP3 7. prosince 2009. Nicméně, soundtrack ze Collector's Edition obsahuje šest skladeb a neobsahuje „plné“ vydání.

## Dabing
Hra obsahuje velké množství dabingu. V dabérech se vyskytuje Tim Curry, Steve Valentine, Kate Mulgrew, Stephane Cornicard a Claudia Black. Ve hře je také značné množství okolních dialogů mezi obyčejnými NPC, kteří nejsou v hráčově partě, kteří spolu mluví o aktuálních událostech a drbech, jež reflektují aktuální dění ve hře. Rozhovory hlavního charakteru jsou komplexní, složité a mají významný vliv na hratelnost. Překlady a předabování bylo vyrobeno pro angličtinu a několik ostatních jazyků (v Česku prodávané verzi je přeložen pouze text – dabing zůstává anglický). Automatické synchronizace rtů a dabingu (automatic lip-syncing algorithm) byl použit pro všechny dialogy.

## Dodatečně vydaný obsah

### Stahovatelný obsah
BioWare oznámilo 8. října 2009, že dva kusy stahovatelného obsahu (downloadable content – DLC) bude možno stáhnout už při vydání hry: Stone Prisoner a Warden's Keep. BioWare 12. listopadu 2009 oznámilo že prodeje DLC přinesly přes jeden milion dolarů na zisku.

#### The Stone Prisoner – Kamenný vězeň
The Stone Prisoner přidá do hry postavu kamenného golema Shalea, kterého může hráč naverbovat do hráčovy skupiny. Shale je silná a mocná postava, jež má pozadí nadabování a unikátní kvest. Nové kopie hry obsahují propagační kód, platný do 30. dubna 2010, se kterým si hráč může toto DLC stáhnout zdarma. Kód ale stále funguje pro ty kdo nepoužily hru před 30. dubnem 2010.

#### Warden's Keep – Pevnost strážců
Warden's Keep přidává pevnost Vojenského pahorku do Dragon Age: Prameny, hráč může obnovit chod Šedé tvrze, DLC navíc poskytuje doplnění příběhu, hráč zjistí proč byli Šedí Strážci vyhoštěni z Fereldenu. Hráč může vytvořit operační základnu s obchodníky a odkladištěm přebytečného vybavení. Toto DLC také přidává nové talenty, kouzla, trofeje/achievementy a předměty.

#### Blood Dragon Armor – Krvavé dračí brnění
Blood Dragon Armor přidává celý set (brnění, boty, rukavice a helma) těžkého brnění, které může být zakoupeno. Kromě toho, použitím kódu ke stáhnutí tohoto DLC si může hráč následně stáhnout podobnou sadu brnění i pro Mass Effect 2 a Dragon Age 2.

#### Return to Ostagar – Návrat do ostagaru
Return to Ostagar byl oznámen 19. listopadu 2009 a byl plánované vydání bylo okolo Vánoc 2009. Poté byl odložený až na 5. ledna 2010, kdy byl odložen na neurčito. Nakonec vyšel na Xboxu 360 13. ledna 2010, ale byl stažen kvůli chybám. Byl znovu vydán 29. ledna 2010, ačkoliv pouze pro Xbox 360 a PC. Datum vydání verze pro PS3 bylo 11. března 2010. 14. března 2010 byl nahlášen komunitou jako běžící na platformě Mac, což je přesně naopak než tvrdilo EA. Obsahuje návrat na první bitevní pole u Ostagaru, kde byli Šedí strážci téměř vyhlazeni zplozeneckou hordou. DLC umožňuje hráči objevit brnění mrtvého krále Cailana a zbraně posledního Šedého strážce Duncana a stanovit jinou příležitost naverbovat psa. Obsahuje také jeden achievement a nové předměty.

#### Feastday gifts and pranks
Dne 1. dubna 2010 BioWare vydalo set DLC předmětů na počest fiktivních svátků, které se v Dragon Age univerzu nazývají „Feastday“, jež se duchovně zakládají na aprílu (April Fools' Day). Kompletní set obsahuje 10 unikátních darů a 10 unikátních žertovných předmětů, které může dát hráč specifickým společníkům a pozitivně nebo negativně ovlivnit jejich vztah k hráči, stejně jako udělení speciálních in-game bonusů a postihů. Žerty a dárky mohou být nakoupeny zvlášť za 160 BioWare bodů každý nebo 240 bodů dohromady.

#### Darkspawn Chronicles – Kronika zplozenců
5. května 2010 oficiální stránka hry oznámila že Kronika zplozenců má vyjít v průběhu měsíce. Stručný obsah oznamoval že DLC, označený jako mód, umožní hráčům znovu vybojovat bitvu o Denerim, nyní jako člen Zplozenecké armády. Alternativní příběh předkládá že hráčův Šedý strážce nepřežije tzv. Přijímání, a tak místo něho vede Fereldenskou armádu Alistair. Dokončením módu odblokuje Zplozenecké předměty (meč Nákazy), které mohou být použity ve standardním Dragon Age: Prameny nebo datadisku Dragon Age: Procitnutí. Toto nové DLC bylo vydáno 18. května 2010 za cenu 400 Microsoft nebo BioWare bodů.

#### Leliana's Song – Lelianina Píseň
Vydáno 6. července 2010. Toto DLC je samostatně stojící (standalone) kampaň, která se odehrává několik let před událostmi v hlavní kampani. Hráč se ujme role Leliany v době, kdy ještě byla orlesianskou bardkou, a prožije s ní události, které ji dovedly k Oltáři. Rozšíření obsahuje plně nadabovaný zvuk a transformovatelné odměny (Zbroj Provokatérů) pro Dragon Age: Prameny a datadisk Dragon Age: Procitnutí.

#### Golems of Amgarrak – Golemové Amgarraku
Vydáno 10. srpna 2010. V tomto DLC je určenou pouze pro postavy na maximální úrovni, protože toto DLC má být neuvěřitelně těžké. Celé DLC má být přímočaře zaměřené spíše na boj, než na příběh. Do DCL je možné importovat hráčovu dřívější postavu (z Pramenů i z Procitnutí), nebo vytvořit novou na vyšší úrovni, hráč pomáhá trpaslíkovi Jerrikovi, který pátrá po svém bratrovi Broganovi.

#### Witch Hunt – Hon na Čarodějnice
Celý příběh Dragon Age: Origins (Prameny) uzavírá DLC Witch Hunt, které vyšlo 7. září 2010. V tomto DLC se hráč opět setká s tajemnou Morrigan. Na vývoj příběhu a finálního rozhovoru s Morrigan mají velký vliv hráčova rozhodnutí, hlavně to ohledně Morriganina rituálu v Pramenech (Origins). I přesto je ale možné vytvořit zcela novou postavu nebo importovat postavu z Procitnutí, což taktéž pochopitelně ovlivní závěrečný rozhovor s Morrigan. V závěru je dokonce možné, za určitých podmínek, Morrigan zabít.

#### Dragon Age: Prameny – Procitnutí (Dragon Age: Origins – Awakening)
Datadisk (expansion pack) Procitnutí byl vydán 16. března 2010. Datadisk nabídl novou kampaň příběhově umístěnou za Dragon Age: Prameny a je umístěn do království Amaranthine. Hráč má možnost importovat postavu a savy vytvořené v dohraném Dragon Age: Prameny (postavy z nedohraného Dragon Age: Prameny nefungují, a taky postava musí Prameny přežít) nebo vytvořit kompletně nový charakter. Dějová linka rozšiřuje příběh Dragon Age: Prameny o ustupující Zplozence a tajemnou přítomností entity známou jako „Architect“. Datadisk také přinesl nové členy hrdinovy skupiny, nové schopnosti, nové třídy specializací, vzrostl maximální level a přinesl nové předměty.

## Pokračování

### Dragon Age II
8. července 2010 BioWare oficiálně oznámilo, že Dragon Age 2 je v produkci a asi vyjde v březnu 2011. Druhý díl byl vydán 1. března 2011 (8. března 2011 v Česku, ale bez české lokalizace). Druhý díl byl značně zjednodušen a je mnohem méně komplexní, ale na druhou stranu je akčnější a přístupnější širšímu hráčskému publiku. Hra obsahuje jen jeden začátek pro hrdinu/hrdinku Hawke, což nezmění ani uložené pozice z Pramenů, které lze do hry naimportovat. Příběhová návaznost na Prameny je minimální.

### Dragon Age III
Neoficiálně byl oznámen vývoj Dragon Age III na Penny Arcade Expo 2011. Třetí díl by měl rozvinout motiv z Dragon Age II, herním stylem by hra měla být na rozhraní Pramenů a Dragon Age II, herní svět by měl být větší. Vývoj Dragon Age: Inquisition (Vyšetřování, Výslech) byl oficiálně potvrzen. Hra poběží na novém engine, který bude postaven na základech Frostbite 2 a pracuje na něm tým složený převážně z tvůrců Dragon Age: Prameny. Příběh by měl navázat na konflikt mezi mágy a templáři, odehrával by se, asi, hlavně v císařství Orlais, kde by měla zuřit občanská válka. Dragon Age Inquisition bylo představeno na veletrhu E3 v roce 2013, hra by měla vyjít na podzim roku 2014.

## Edice hry
Ke hře byly vydány tři maloobchodní edice Dragon Age: Origins pro prodej.

### Standard
Standardní edice hry je možno zakoupit pro všechny platformy, v obchodě Wal-Mart, Amazon.com a Best Buy. Uživatelé Windows mohli také získat standardní verzi skrz digitální obchody Steam a Direct2Drive. Standardní verze hry obsahuje kód na jedno použití, který koupí DLC Stone Prisoner a Blood Dragon Armor zdarma.

### Collectors' Edition
Collectors' Edition nebo také sběratelská edice byla vydána pro Windows, Mac, PlayStation 3 a Xbox 360, ale pouze v krabicové verzi, ne jako verze ke stažení. Tato verze je ukrytá v steelbooku (speciální verze obalu z kovu), který má odlišnou kresbu na rozdíl od standardní verze. Jako standardní verze obsahuje kód na jedno použití, který aktivuje DLC Stone Prisoner a Blood Dragon Armor zdarma, ale přidá exkluzivní in-game předměty. V této edici je bonusový disk, který obsahuje making-of dokument, concept arty, trailery, originální soundtrack a tkanou mapu Fereldenu.

### Digital Deluxe
Digital Deluxe verze hry je možno stáhnout na Windows a Mac OS. Digital Deluxe edition obsahuje originální soundtrack, tapety na plochu v digitální podobě, stejně jako zdarma DLC, k tomu ještě kód na stáhnutí Warden's Keep DLC zdarma.

## Marketing

### „Sacred Ashes“ trailer
Čtyř minutový trailer byl vydán v říjnu 2009 firmou Electronic Arts, aby podpořil významnost hry Dragon Age: Prameny. Trailer pojmenovaný „Sacred Ashes“ byl vyroben ve studiu Blur pomocí upravené CGI animace. Ve videu je použita instrumentální verze skladby „This Is War“ od skupiny 30 Seconds to Mars, a předtím Claudia Black a Corinne Kempa mluví spolu v dialogu za svoje postavy.
Trailer ukázal lidského mužského Šedého strážce, který vedl Morrigan, Stena, a Lelianu na horu proti ledovému větru a sněhu. Strážce říká že hrobku, kterou hledají, je před nimi, ale jsou přepadeni Zplozeneckou armádou. Po porážení Zplozenců, se objeví velký drak a Strážcův tým začne spolupracovat dohromady. Trailer je možné zhlédnout na YouTube.